# Vusaoling-alagút
A Vusaoling-alagút (egyszerűsített kínai írással: 乌鞘岭特长隧道; tradicionális kínai írással: 烏鞘嶺特長隧道; pinjin: Wūshāolǐng Tècháng Suìdào) egy 21 050 m hosszú kétcsöves villamosított vasúti alagút Kanszu tartományban Északnyugat-Kínában. Ez az ország második leghosszabb vasúti alagútja a 32,6 km-es Hszinguancsiao-alagút után. A keleti alagutat 2006 március 30-án, a nyugati alagutat 2006 októberében nyitották meg. Engedélyezett sebesség 160 km/h.
Az alagút építése 2002 novemberében kezdődött, majd 6 és fél év alatt készült el. Költsége kb. 7 milliárd kínai jüan (kb. 845 millió amerikai dollár) volt. Az építkezéshez 4 360 tonna acélt használtak fel.

## Alagútkapuk
- Lanzhou portál (kelet): é. sz. 37,1236°, k. h. 102,9630°37.123600°N 102.963000°E
- Wuwei portál (nyugat): é. sz. 37,2970°, k. h. 102,8998°37.297000°N 102.899800°E